# 鹿児島県立隼人工業高等学校
鹿児島県立隼人工業高等学校（かごしまけんりつ はやとこうぎょうこうとうがっこう）は、鹿児島県霧島市隼人町内山田にある県立の工業高等学校。

## 設置学科
- インテリア科
- 情報技術科
- 電子機械科

## 概要
各学年、インテリア科1学級、情報技術科1学級、電気機械科2学級からなる1学年4学級の工業系の高等学校である（平成19年度現在）。全校生徒の8割が男子生徒であり、女子生徒は、主にインテリア科に集中している。制服は、男子は黒の学ラン、女子は、ブレザーである。

## 歴史
1948年（昭和23年）3月31日に隼人町立鹿児島県隼人高等学校として設置される。普通科の他に建設科、木材工芸科、農芸科、家庭科が設置された。
1949年（昭和24年）日当山教場を隼人本校へ統合。
1950年（昭和25年）吉松・栗野・横川教場が分校へ改称。
1951年（昭和26年）栗野分校が栗野高等学校(後の栗野工業高等学校)として独立。吉松・横川分校は栗野高校の分校となる。
1956年（昭和31年）4月1日に隼人町より鹿児島県に移管され、鹿児島県立隼人高等学校に改称。
その後1962年（昭和37年）に普通科及び前期家庭科を募集停止し、鹿児島県立隼人工業高等学校に改称した。